# Mölndal
Ville suédoise de la province de Västergötland, Mölndal est actuellement le chef-lieu de la commune de Mölndal, dans le comté de Västra Götaland. En 2005, la ville comptait environ 37 000 habitants (sur les 55 000 de la commune). Elle fait partie de la localité de Göteborg.

## Personnalités liées à la commune
- Aiham Ousou (2000-), footballeur né à Mölndal.

## Galerie

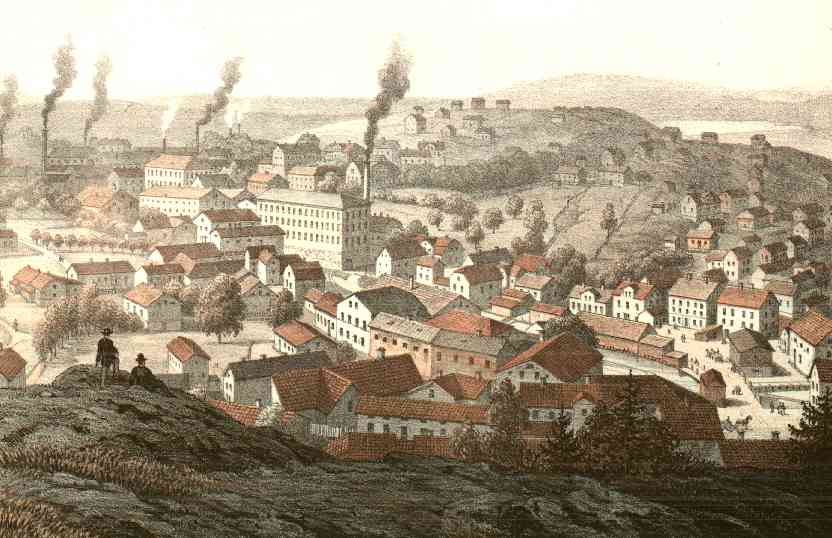
Mölndal vers 1870